# Pyramidella bicolor
Pyramidella bicolor är en snäckart. Pyramidella bicolor ingår i släktet Pyramidella och familjen Pyramidellidae. Inga underarter finns listade i Catalogue of Life.